# Didinium
Didinium è un genere di ciliati. Sono organismi unicellulari che vivono indifferentemente nelle acque dolci o salate; sono note almeno tre specie che vivono in mare. Sono predatori: si nutrono principalmente di parameci, anche se alcune specie, per esempio D. gargantua, si nutrono di altri protisti fra cui Dinoflagellati, Cryptophyta e alghe verdi.

## Morfologia
Il didinio ha due file di ciglia, le quali circondano ad anello l'organismo e sono utilizzate per il movimento e la nutrizione. Il genere Didinium si distingue dal genere correlato Monodinium in quanto quest'ultimo ha una sola fila di ciglia, tranne che durante la divisione cellulare. La forma è arrotondata (possono essere di forma ovale o a forma di botte), e la lunghezza può variare da 4 a 20 µm. All'estremità anteriore è presente una struttura sporgente a forma di cono che racchiude il citostoma, ossia un'apertura buccale; la dimensione del cono varia tra le diverse specie.
Come tutti i ciliati, i didinii sono dotati di due nuclei di funzione diversa: il macronucleo, più grande e poliploide, che presiede al metabolismo della cellula, e il micronucleo, più piccolo e diploide, che interviene in tutti i processi di riproduzione, sia sessuata che agamica. La riproduzione agamica è per scissione binaria, quella sessuata per coniugazione.

## Fisiologia
La maggior parte delle specie di Didinium si nutrono di parameci. D. nasutum, un didinio che si nutre esclusivamente di parameci, impiega delle strutture speciali, dette estrusomi, fra cui le tossicisti della regione orale, che rilasciano tossine in grado di paralizzare la preda bloccandone il movimento delle ciglia, o le tricocisti; una volta catturato, il paramecio viene inghiottito tutto intero attraverso il citostoma anteriore estensibile. In mancanza di parameci, D. nasutum si trasforma in cisti, una forma di resistenza quiescente, ricoperta da un rivestimento protettivo resistente e con attività metaboliche ridotte.